# Arthrocereus spinosissimus
Arthrocereus spinosissimus é uma espécie de cacto da subfamília Cactoideae, originária do Brasil.

## Descrição
As flores possuem entre seis e sete centímetros de comprimento, enquanto os frutos entre 2,5 e três centímetros.

## Distribuição
Arthrocereus spinosissimus está restrita ao Parque Nacional da Chapada dos Guimarães, no estado brasileiro de Mato Grosso, em altitudes de oitocentos a novecentos metros.

## Taxonomia
A primeira descrição como Eriocereus spinosissimus por Albert Frederik Hendrik Buining e Arnold J. Brederoo foi publicada em 1977.  O epíteto específico spinosissimus é derivado do superlativo do adjetivo latino spinosus para 'espinhoso'. Friedrich Ritter colocou a espécie no gênero Arthrocereus em 1979.